# Euromissile HOT
El HOT (siglas de Haut subsonique Optiquement Téléguidé) es un sistema de misil anti-tanque desarrollado por Euromissile (ahora MBDA), un consorcio franco-alemán, y producido desde 1978. Ha llegado a ser uno de los misiles más exitosos de su clase, empleado por no menos de una docena de países alrededor del mundo y siendo validado en combate.

## Características
El misil HOT utiliza los mismos principios que su homólogo americano, el TOW. Es un misil lanzado desde un ajuste tubular, con seguimiento óptico de objetivos y guiado por cable. El misil también es montado frecuentemente en vehículos y, además, existe una versión disponible para ser lanzada desde helicópteros de combate.
Este misil ha equipado en su versión aerotransportada a los helicópteros de combate Gazelle de la Aviation légère de l'armée de terre (ALAT) y los Bo105 de la Heeresflieger (aviación del ejército) alemana.
El misil HOT equipa las unidades anticarro sobre el VAB HOT MEPHISTO (Modulo Elevador Panoramico HOT Instalado Sobre Torreta Orientable - MIRA) del ejército francés y las unidades JAGUAR HOT del ejército alemán. Fueron presentados prototipos con puesto de tiro HOT en vehículos ligeros del tipo Peugeot P4 sin lograr su aceptación.

## Variantes
- HOT 1. El primer modelo.
- HOT 2. El HOT-2, producido desde 1986, incorpora como novedad una cabeza explosiva de mayor tamaño, así como un alcance extendido a 4 kilómetros con una velocidad de crucero de hasta 900 km/h.
- HOT 3. La última versión, HOT-3, tiene una cabeza de guerra con carga hueca y configuración en tándem, así como capacidad anti-interferencias mejorada. En 1997 el HOT-3 fue elegido como el armamento estándar y de bajo coste para el helicóptero de ataque Tiger, tanto para Francia como para Alemania. Por lo menos hasta que el PARS 3 LR esté disponible.

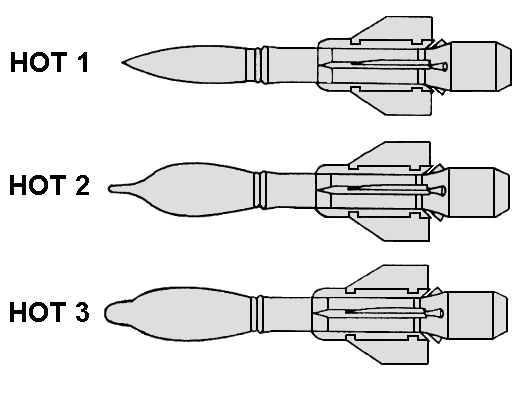
Diferencias externas entre las tres versiones del misil HOT

## Operadores
- Alemania
- Francia
- Chipre
- Austria
- Siria
- Arabia Saudita
- Bélgica
- Egipto
- Catar
- México
- Marruecos
- Irak
- Ecuador

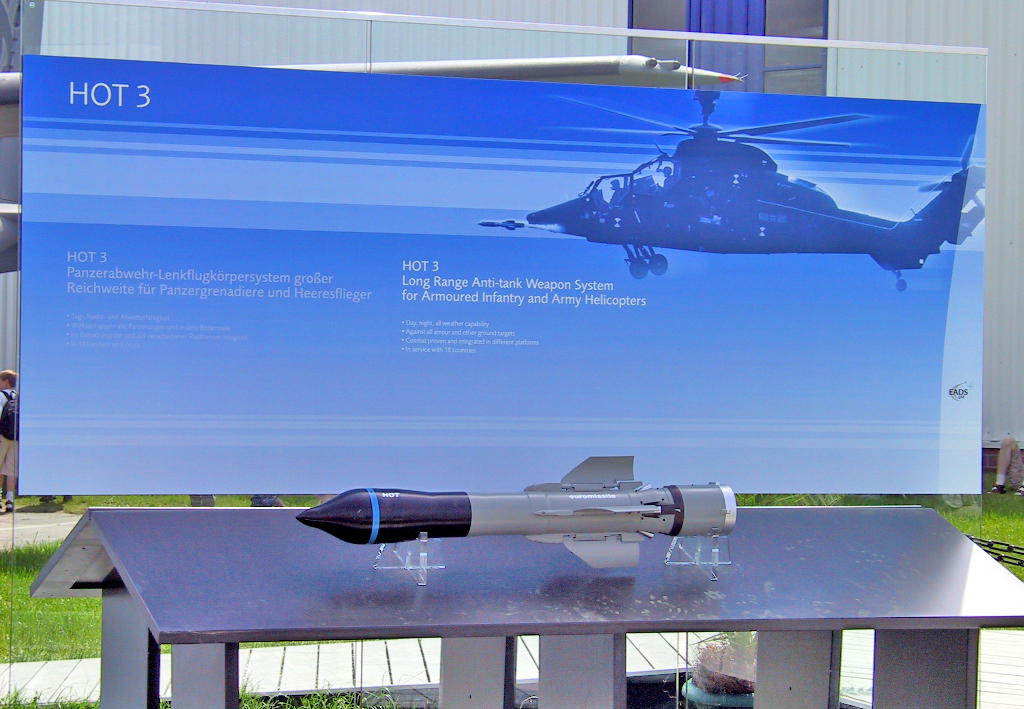
HOT-3 en la Exhibición Aeroespacial Internacional (ILA) de 2002

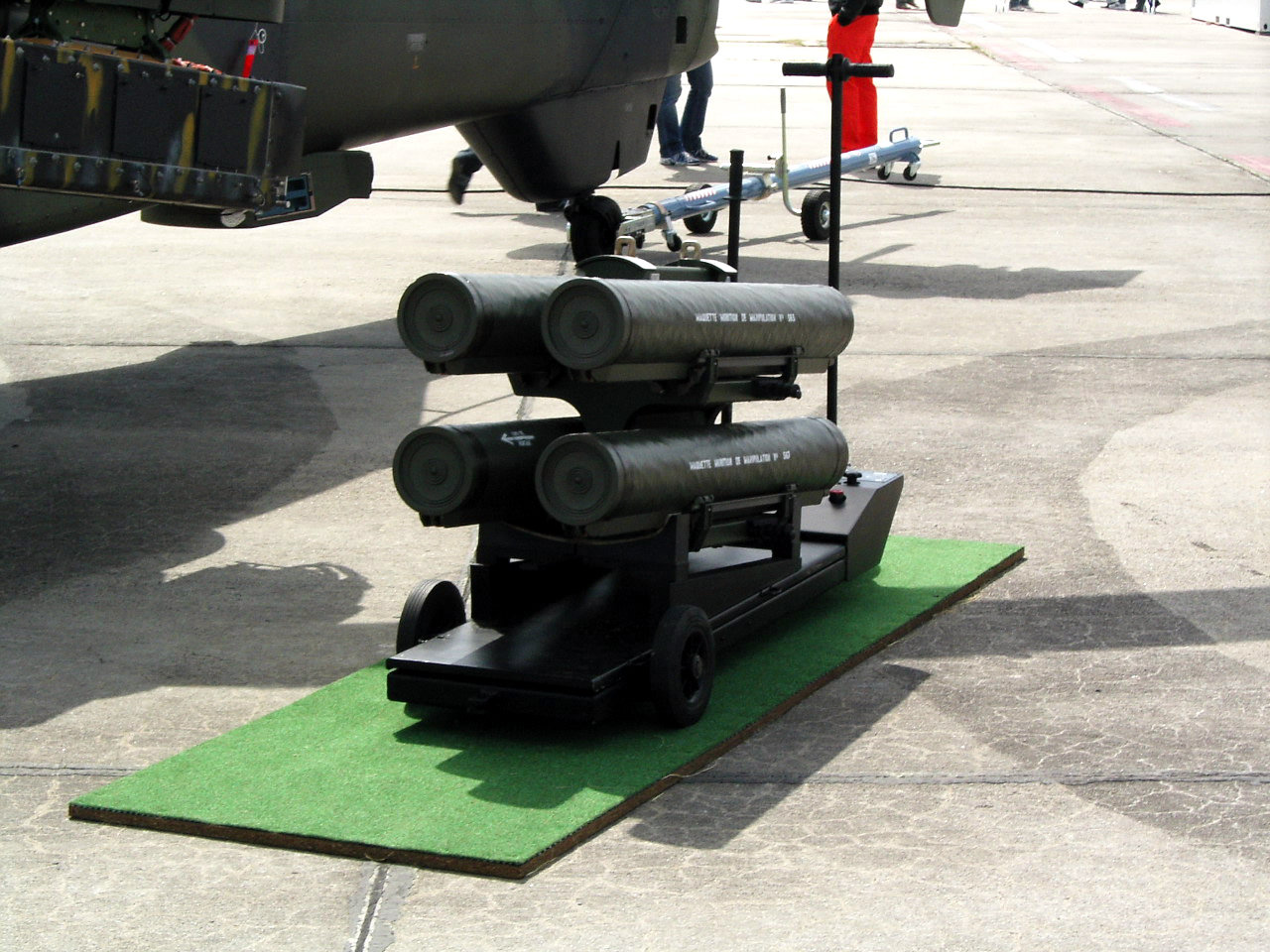
Lanzadera de HOT-3 de un Eurocopter Tiger del Ejército Alemán

  - Ejército del Ecuador: montados sobre helicópteros franceses Gazelle.
- España
  - Ejército de Tierra de España: montados en los helicópteros antitanque Bo 105ATH.
- Camerún
- Gabón
- Kuwait
- Líbano

## Armas comparables
- BGM-71 TOW
- ERYX
- Misil MILAN
- 9M133 Kornet